# フリークアウト・ホールディングス
株式会社フリークアウト・ホールディングス（英: FreakOut Holdings, Inc.）は、東京都港区六本木に本社を置き、アドテクノロジーを開発・展開する、フリークアウト・グループ各社の経営戦略の策定・管理を行う持株会社である。本田謙によって、2010年10月1日に創業された。

## 概要
「フリークアウト(freak out)」は英語で「（感情を揺さぶられ）ひどく驚く」という意味であるが、名前の直接の由来はマザーズ・オブ・インヴェンションのアルバム『フリーク・アウト!』である。

## 沿革
- 2011年1月 - 国内初のDSP「FreakOut!」（通称：「Red」）をリリース。SSP「Kauli」と国内で最初のRTB取引を開始[4]。本社を六本木に移転。
- 2011年7月 - Googleが提供するウェブサイト計測サービスGoogle Analyticsと連携を開始[5]。
- 2013年3月 - ヤフー子会社であるYJキャピタルに対して5億円の増資を実施[6]。
- 2014年8月 - はてなと共同して広告主をブランド毀損から守るアドベリフィケーションサービス「BrandSafe はてな」を開始[7]。
- 2015年4月 - アドビ システムズが提供する「Adobe Audience Manager」と連携を開始[8]。業績低迷のためFreakOut International, Inc（米国）の営業を停止[9]。
- 2016年1月 - M.T.Burn株式会社の株式の50.49%をLINE株式会社に譲渡[10]。
- 2016年8月 - 広告代理店事業を展開する電子広告社（現：デジタリフト）の一部株式を取得し（54.1%）、連結子会社化[11]。
- 2017年1月 - 持株会社体制へ移行するべく、会社分割（新設分割）を実施。商号を「株式会社フリークアウト・ホールディングス」へと変更するとともに、100％子会社「株式会社フリークアウト」を新設[12]。
- 2020年11月 - インティメート・マージャーの一部保有株式を売却し、子会社から持分法適用関連会社に変更[13]。
- 2023年9月15日 -YouTuber事務所「UUUM」の 一部株式を取得し連結子会社化[2]。